# Вимирання посилань
Вимирання посилань (англ. link rot, дослівно — гниття посилань) — процес, в результаті якого URL-адреси, що використовуються, більше не направляють на початкове джерело. Такі посилання називають битими чи мертвими. Під вимиранням або гниттям розуміють два основні процеси: reference rot (вимирання виносок) та link rot (вимирання посилань). У першому випадку URL-адреса залишається робочою, але веде на неправильну або видозмінену сторінку. Це явище також називається дрейф контенту. Дрейф виявити складніше, але він тягне за собою суттєві наслідки, оскільки сприяє поширенню дезінформації або підміні понять. У випадку з link rot недоступним є посилання, через що користувачі втрачають доступ до веб-сторінки.
Посилання можуть перестати працювати з багатьох причин. Іноді для цього потрібна зміна лише одного символу URL. Наприклад, багато сайтів перестали використовувати приставку «www», і навіть якщо їх зміст залишився незмінним, вихідні посилання припинили працювати. Те саме може статися з використанням шифрування та переходом від «http» до «https». Також власники сайтів перейменовують каталоги, змінюють доменні імена та структуру порталів, а також забувають оновлювати реєстрацію домену — все це призводить до появи битих посилань.